# Marco Antonio Acosta
Marco Antonio Pérez Acosta más conocido como Marco Antonio Acosta (Cárdenas, 22 de septiembre de 1931-Ibidem, 23 de julio de 2022) fue un poeta, crítico de teatro y escritor mexicano. Es considerado uno de los estudiosos más constantes de la obra de Carlos Pellicer.

## Biografía
Nació el 22 de septiembre de 1934 en Cárdenas, Tabasco, hijo de Loreto Pérez y María Victoria Acosta Hernández. Realizó sus estudios de educación superior en la Universidad Nacional Autónoma de México (UNAM), obteniendo una licenciatura en relaciones internacionales.
Asistió a los Talleres Literarios de Juan José Arreola y Jesús Arellano en 1959, posteriormente participó en el Organismo de Promoción Internacional de Cultura (OPIC) de la Secretaría de Relaciones Exteriores (SRE) y en su "Gaceta Informativa" entre 1962 y 1966.
Fue colaborador en diversas publicaciones tabasqueñas como El Hijo del Garabato, El Diario de Tabasco, Rumbo Nuevo y Presente. Fue el fundador de los semanarios Tribuna de la Chontalpa, Eco de la Chontalpa y Justicia Social, así mismo dirigió las revistas literarias Sísifo (1967–1970) y Laurel (1976) y colaboró en Ángulos, una revista de crítica teatral en 1977. Estuvo involucrado en la creación y el consejo de dirección de la revista Parva en 1992.
Desde 1996 dirigió Albatros Viajero, una revista trimestral y fue uno de los creadores del Instituto de Cultura Latinoamericana en 1977, presidido por David Humberto Trejos. Dentro del sector público se desempeñó como director de Educación, Cultura y Recreación del Municipio de Cárdenas, Tabasco, donde además participó en la creación del Museo Regional de Cultura Popular en 1983. En 1985 organizó el primer taller literario en la Biblioteca Rafael Domínguez y la revista de temas de historia regional, Jornaleros.
Con el Programa Cultural de la Frontera Sur promovió el Premio Sureste de Poesía José Gorostiza, para la Casa de la Cultura José Gorostiza en 1990.
Ha organizado ciclos de conferencias y presentaciones de la obra de dramaturgos y poetas mexicanos, así como cursos de crítica literaria, periodismo y teatro tanto en México como en el extranjero. Perteneció a la Asociación de Periodistas Teatrales, a la Agrupación Internacional de Críticos de Teatro, y al Comité organizador de las Jornadas Pellicerianas.
Falleció el 23 de julio de 2022, en su ciudad natal, a dos meses de cumplir 91 años de edad.

## Publicaciones seleccionadas

### Antologías
- Acosta, Marco Antonio, ed. (2006). Nueva antología de poetas tabasqueños contemporáneos I. Tabasco, México: Universidad Juárez Autónoma de Tabasco (Carlos Pellicer. Poesía y Prosa Tabasqueña). ISBN 9789685748162.
- Acosta, Marco Antonio, ed. (2006). Nueva antología de poetas tabasqueños contemporáneos II. Tabasco, México: Universidad Juárez Autónoma de Tabasco (Carlos Pellicer. Poesía y Prosa Tabasqueña). ISBN 9689024019.
- Acosta, Marco Antonio, ed. (2006). Nueva antología de poetas tabasqueños contemporáneos III. Tabasco, México: Universidad Juárez Autónoma de Tabasco (Carlos Pellicer. Poesía y Prosa Tabasqueña). ISBN 9789689024026.

### Estudios
- Acosta, Acosta, Marco Antonio; García Estrada, María del Rosario; González Pagés, Andrés; Gordon, Samuel; López Moreno, Roberto; Osorio Romero, Ignacio (1990). Mirando el río de aquellas tardes : estudio sobre Carlos Pellicer : primeras Jornadas Internacionales Carlos Pellicer, Villahermosa,Tabasco, 13-16 de febrero de 1989 : Memoria. Villahermosa, Tabasco: Gobierno del Estado de Tabasco / ICT Ediciones.

### Poesía
- Acosta, Marco Antonio (1998). Ur y otros poemas. Tabasco, México: Albatros Viajero.
- Acosta, Marco Antonio (2011). Venia del sur. Tabasco, México: Gatsby.